# Trox ineptus
Trox ineptus är en skalbaggsart som beskrevs av Vladimir Balthasar 1931. Trox ineptus ingår i släktet Trox och familjen knotbaggar. Inga underarter finns listade i Catalogue of Life.